# Asker-bey Adigozalov
Pour les articles homonymes, voir Adiguezalov.
 (janvier 2022).
Asker-bey Adygezalov (en azéri : Əsgər ağa Haqvеrdi bəy oğlu Gorani ; né le 3 mai 1857 (15 mai dans le calendrier grégorien) à Goran-Boyakhmedli et mort le 9 mars 1910 (22 mars dans le calendrier grégorien) à Gandja est un écrivain, acteur, critique de théâtre, traducteur et journaliste azerbaïdjanais.

## Biographie
Asker-bey Gorani est né dans le village de Goran-Boyakhmedli. Il est le petit-fils de l'historien azerbaïdjanais Mirza Adigezal-bek, l'auteur de l'ouvrage historique Karabakh-name. Il est diplômé du Bakou City Gymnasium avec une médaille d'or. Puis il entre à l'Académie agricole Razumovsky-Petrovsky de Moscou. Après avoir été diplômé de l'académie en 1878, il retourne dans son pays natal. Il est secrétaire provincial, assesseur collégial, conseiller immobilier. Il travaille comme juge adjoint de la province d'Elizavetpol (Gandja), procureur adjoint au bureau du procureur de district de Tiflis, chef de la municipalité de Gandja pendant cinq ans, directeur honoraire de l'école Mikhailovskaya à Elizavetpol (Ganja). A Gandja, il ouvre une école pour filles à ses frais.

## Création
Asker-bey Adigozalov est l'un des premiers acteurs de théâtre azerbaïdjanais. Il participait à des spectacles d’école de M. F. Akhundov. En 1873, dans la comédie Le Vizir du Khanat de Lankaran, il interprète le rôle de Teymur agha ; un peu plus tard, il joue le rôle principal dans la comédie Hadji Gara de M. F. Akhundov.
Adygezalov est l'auteur d'œuvres théâtrales et artistiques. Dans sa comédie Farces dans la vieillesse (publiée en 1892 à Tiflis), il critique les mœurs féodales-patriarcales. Le roman d'Adygezalov "Le vent noir" est consacré à la campagne d'Agha Mohammed Chah Qadjar dans le Caucase. Il traduit certaines œuvres poétiques de Pouchkine et Lermontov en azerbaïdjanais.